# Miroslava Knapková
Miroslava Knapková (Pronunciación checa: [ˈmɪroslava ˈknapkovaː]) (nacida el 19 de septiembre de 1980 en Brno) es una remera checa que ha sido campeona Mundial de scull en el Lago Bled en el año 2011, y al año siguiente campeona olímpica en la misma disciplina.